# Tettigidea multicostata
Tettigidea multicostata är en insektsart som beskrevs av Bolívar, I. 1887. Tettigidea multicostata ingår i släktet Tettigidea och familjen torngräshoppor. Inga underarter finns listade i Catalogue of Life.